# Gli ultimi eroi
Gli ultimi eroi è un romanzo fantasy per ragazzi, scritto dall'autrice italiana Licia Troisi e pubblicato il 30 novembre 2010 da Arnoldo Mondadori Editore. Si tratta del seguito di Figlia del sangue e del terzo e ultimo episodio della trilogia de Le leggende del Mondo Emerso. Originariamente costituiva anche l'episodio conclusivo dell'intera saga del Mondo Emerso (iniziata nel 2004 con la pubblicazione di Nihal della Terra del Vento, primo episodio delle Cronache del Mondo Emerso), finché nel 2014 fu pubblicato Le storie perdute, legato alla trilogia delle Cronache.

## Trama
Dopo gli eventi di Figlia del sangue, la protagonista Adhara, avendo accettato il suo destino di Consacrata del dio Shevraar, raggiunge le Terre Ignote attraverso un portale per fermare i piani del re elfico Kryss, che vorrebbe sterminare la popolazione del Mondo Emerso per riconquistarlo agli elfi. Da Shyra, una ribelle elfica nemica di Kryss, Adhara viene a sapere di Lhyr, sorella di Shyra, che è stata rapita da Kryss per creare e propagare il morbo che affligge il Mondo Emerso. Lhyr è completamente succube di un medaglione stregato di Kryss, tanto da non poter sopravvivere senza di esso, sicché Adhara è costretta ad ucciderla per porre fine all'epidemia.
Nel Mondo Emerso intanto si combatte contro l'invasione elfica. Dubhe, l'anziana regina della Terra del Sole, assume una pozione magica per ringiovanire e così combattere in prima linea. Riesce a fronteggiare e ferire Kryss, allorché la pozione esaurisce il suo effetto e lei finisce uccisa. Al suo posto la guida della resistenza viene assunta da sua nipote, la principessa Amina. Gli elfi completano la conquista della Terra del Vento e San e Amhal, i due Marvash alleati di Kryss, evocano una formula magica  che fa scomparire ogni persona che non possieda sangue elfico in tutta la regione. Adhara, giunta troppo tardi, si risolve di compiere il suo destino di Consacrata distruggendo i due Marvash, benché sia innamorata di Amhal. Dallo stregone Meriph viene a sapere del magico pugnale di Phenor, custodito nel tempio di Ael, col quale poter compiere l'impresa. Raggiunto il tempio in un'altra dimensione, Adhara ottiene il pugnale rinunciando alla sua parte elfica.
A Nuova Enawar, nel cuore del Mondo Emerso, si prepara il confronto finale tra gli elfi e le popolazioni del Mondo Emerso. Kryss fa erigere un obelisco stregato per distruggere la città e ordina a San di evocare nuovamente un incantesimo di sterminio, ma questi chiede prima di vedere esaudito il suo desiderio di riportare in vita Ido, il vecchio mentore di San, morto cinquant'anni prima, desiderio per il quale il Marvash si è venduto al re elfico. Il rito di resurrezione fallisce, Kryss cerca allora di assoggettarsi San con un medaglione stregato simile a quello che gli dà il controllo su Amhal, ma su San non fa effetto, sicché il Marvash, sentendosi ingannato per tutto quel tempo, si rivolta contro gli elfi e uccide il loro re, precipitando però dalla torre di Nuova Enawar.
Adhara intanto ha raggiunto Amhal e, appellandosi all'amore che i due provano l'uno per l'altra, infrange il potere del medaglione stregato, col quale Kryss manteneva il controllo su di lui. I due, fortemente indeboliti dallo scontro, raggiungono San, anch'egli gravemente ferito, il quale, disperato per il raggiro subito e l'inutilità di tutti i suoi sforzi, viene definitivamente sopraffatto dallo spirito del maligno Freithar, che gli conferiva la sua natura e il potere di Marvash, ed evoca un ultimo sortilegio per distruggere la terra. Adhara e Amhal decidono di fermarlo insieme, sapendo di sacrificare in questo modo le loro vite. Tramite la loro unione nella mente di Adhara compare un incantesimo antico che converte le tenebre in luce, così che non solo San viene fermato e distrutto assieme a loro, ma viene anche spezzato il ciclo, che da millenni suscitava nel Mondo Emerso le figure contrapposte del Marvash e della Consacrata, che si disputavano la sorte della terra.
La pace è finalmente giunta. Anche gli elfi hanno fatto ritorno nel Mondo Emerso, riuscendo a convivere pacificamente con le altre razze. Amina decide di abbandonare le armi e di dedicarsi alla scrittura. Ora vaga per il Mondo Emerso, cantando nelle locande delle imprese degli eroi che hanno salvato la terra.

## Edizioni
Licia Troisi, Leggende del Mondo Emerso - Gli ultimi eroi, collana I Grandi, Mondadori, 2010. pp. 392 ISBN 9788804606796